# Phrynobatrachus rouxi
Phrynobatrachus rouxi là một loài ếch trong họ Petropedetidae. Chúng là loài đặc hữu của Uganda.
Các môi trường sống tự nhiên của chúng là đầm nước ngọt và đầm nước ngọt có nước theo mùa.